# Luziola divergens
Luziola divergens är en gräsart som beskrevs av Jason Richard Swallen. Luziola divergens ingår i släktet Luziola och familjen gräs. Inga underarter finns listade i Catalogue of Life.